# Francesc Martorell i de Luna
Francesc Martorell i de Luna (Tortosa, Baix Ebre, 18 de maig de 1586 - 3 de gener de 1640), fou un músic, historiador i impressor tortosí.
Provenia d'un llinatge de músics tortosins. El seu pare era Gregori Martorell. La seva mare, Maria de Luna, era saragossana, i era neboda de Juan de Luna, diputat major d'Aragó. Cap a l'any 1609 va aconseguir una plaça a la capella de música de la Seu Vella de Lleida, on es casa amb Marianna Montroig (morta el 4 d'octubre de l'any 1638). L'any 1625 neix el seu primer fill, Jaume-Francesc Felicià Martorell i Montroig. El matrimoni tingué quatre fills més: Joan-Baptista Salvador Martorell i Montroig, nascut l'any 1631; Jaume-Bonaventura Mateu Martorell i Montroig, nascut el 1634; Josep Martorell i Montroig; i finalment Francesca Martorell i Montroig, que es va casar amb el mercader tortosí Josep-Ramon Mola el 25 d'octubre de 1640. A partir de 1623 torna a la ciutat.
El 1633 adquireix la impremta de Jeroni Gil. Les primeres obres que surten de la seu taller són la Declaración de la syntaxis del maestro Torrella…(1633) del mestre de gramàtica de Sant Mateu Francesc Gavaldà; i El maestro contador de Pau Cerdà (1634). A partir del 1635 dona un nou impuls al taller, quan comença a imprimir obres significatives per mercat espanyol, i abandonant el caràcter local que tenia, com ara Sucesos i prodigios de amor (1635), de Juan Pérez de Montalbán, El Rómulo (1636) de Francisco de Quevedo i el Galanteo español (1637), de Lucas Grazián d’Antisco. També va imprimir alguna edició prínceps, com ara la tercera part de les comèdies de Tirso de Molina (1634). Martorell i de Luna és l'autor de l'obra Historia de la antigua Hibera (1626), sobre la història secular de la ciutat.